# トム・ハウス
トーマス・ロス・ハウス（Thomas Ross House , 1947年4月29日 - ）は、アメリカ・ワシントン州シアトル出身の元プロ野球選手（投手）・コーチ。
投手コーチとしてノーラン・ライアン、ランディ・ジョンソン、ロブ・ネン、ケヴィン・ブラウンらを指導したことで知られる。

## 来歴・人物

### 現役時代
1965年にシカゴ・カブスからドラフト11巡目で指名されるが契約せず南カリフォルニア大学に進学。1967年にアトランタ・ブレーブスからドラフト3巡目で指名され契約し、1971年6月23日にメジャーデビュー。
カーブとスクリューを武器にブレーブスのリリーフとして活躍し、1974年には56試合に登板して102回2/3を投げ、6勝2敗11セーブ、防御率1.93という好成績を残した。翌1975年は58試合で7勝7敗11セーブを記録した。シーズン後にトレードでボストン・レッドソックスに移籍し、1977年5月に故郷に誕生した新球団シアトル・マリナーズに移籍した。マリナーズでは先発も務め2シーズン所属し、1979年シーズン直前に解雇され引退した。

### コーチ時代
1985年にテキサス・レンジャーズの投手コーチに就任。不振に陥っていた同い年のノーラン・ライアンを指導し40歳を過ぎていたライアンを復活させた。ライアンと二人三脚で編み出した独特のトレーニング法・調整法は、後年の投手に多大な影響を与え、著書として発表された。その他、ヒューストン・アストロズ、サンディエゴ・パドレスでコーチを務めた。
また、ボビー・バレンタインとは旧知の仲であり、1995年と2003年の千葉ロッテマリーンズの秋季キャンプに臨時フィジカル・フィットネスインストラクターとして招聘され、小宮山悟・黒木知宏・渡辺俊介らを指導している。

## エピソード
- スペイン語を流暢に話すことができ、ラテンアメリカでも野球を指導した。
- 心理学の博士号を持っている。
- 1970年代にステロイド剤を使用したことを認めている。しかし効果が現れず、シーズンオフ中に大学でステロイド剤使用の影響について研究してから後、使用をやめたという。サンフランシスコ・クロニクルのインタビューでは、体重が30ポンド（約14kg）増えたものの増加した筋肉が平均以下だった球速の上昇に寄与することはなく、かえって体重増が膝の故障を招き7度にわたる手術を要することになったとしてステロイド剤の使用は「失敗した実験」だったと述べている。
- ブレーブス在籍時の1974年4月8日、チームメイトのハンク・アーロンがベーブ・ルースの記録を破る通算715号本塁打を打った。ホームランボールはレフトフェンスとスタンドの間にあったブレーブスのブルペンに飛び、トム・ハウスが直接グラブでキャッチしたことで知られる。その後試合は中断され、アーロンを祝福するため内野へ向かい、アーロンにボールを手渡した。

2012年5月、NFLのQBアレックス・スミスを指導、スローイング・モーションの改善を施した。この他トム・ブレイディ、ドリュー・ブリーズ、ティム・ティーボウなどNFLのQBのスローイングのコーチングを行っている。

## 通算投手成績
289試合登板 29勝23敗33セーブ 防御率3.79

## 著書
- NOLAN RYAN'S PITCHER'S BIBLE (1991) ※ライアンとの共著